# Dominic von Burg
Ne doit pas être confondu avec Dominique von Burg.
Dominic van Burg, né le 25 novembre 1995,, est un coureur cycliste suisse.

## Biographie
En 2012, Dominic von Burg termine deuxième du championnat de Suisse sur route juniors et troisième d'une étape du Tour de Basse-Saxe juniors (moins de 19 ans). L'année suivante, il s'impose sur le prologue du Tour du Pays de Vaud. Il représente également son pays lors des championnats du monde. 
Pour la saison 2017, il rejoint l'équipe Humard Vélo-Passion Renfer SA. Chez les amateurs français, il se classe troisième Prix des vallons de Schweighouse et septième des Quatre Jours des As-en-Provence.
Il met un terme à sa carrière cycliste à l'issue de la saison 2019.

## Palmarès sur route
- 2011
  - 3e du championnat de Suisse sur route débutants
- 2012
  - 2e du championnat de Suisse sur route juniors
- 2013
  - Prologue du Tour du Pays de Vaud
- 2014
  - Tour de Berne amateurs
- 2015
  - Course du Printemps
- 2016
  - Grand Prix Olten
- 2017
  - 3e du Prix des Vallons de Schweighouse

## Palmarès sur piste

### Championnats de Suisse
- 2013
  - 2e de l'omnium juniors
- 2016
  - 3e du kilomètre